# 張淵微
張淵微（?—?），字孟博，一字益博，江西新城人。
少時聰敏好學，通曉《五經》，長於《春秋》。宋朝淳祐七年（1247年）狀元，同榜還有林桂發、葉隆禮，以签书昭庆军节度判官厅公事召赴行在，任秘书省正字。淳祐十年（1251年），擔任校书郎。宝祐五年，授将作少监，官至侍郎。